# Erdberg metróállomás
Erdberg egy metróállomás Bécsben a bécsi metró U3-as vonalán.

## Szomszédos állomások
A metróállomáshoz az alábbi állomások vannak a legközelebb:
- Schlachthausgasse
- Gasometer

## Átszállási kapcsolatok
| U3 (Ottakring ↔ Simmering) |                        |                                                                  |
| Állomás                    | Átszállási kapcsolatok | Fontosabb létesítmények                                          |
| Erdberg                    |                        | Nemzetközi Autóbusz-állomás, Wiener Linien Központ, A4 autópálya |